# Посебни резерват природе Тишина
Бара Тишина налази се у истоименом селу Тишина у општини Шамац у Републици Српској, у непосредној близини границе између Републике Српске и Федерације Босне и Херцеговине.
Од 2016. године, покренут је поступак за правну заштиту мочварно–барског комплекса Тишина, док је 2015. године у оквиру Пројекта вредновања и заштите баре Тишина регистровано 175 врста биљака, 21 врста риба и 125 врста птица, од којих су 33 угрожене у Европи и заштићене међународним конвенцијама. На основу члана 60. став 2. тачка в) Закона о заштити природе (“Службени гласник Републике Српске”, број 20/14) и члана 43. став 3. Закона о Влади Републике Српске
(“Службени гласник Републике Српске”, број 118/08), a по претходно прибављеним мишљењима надлежних министарстава, на приједлог Министарства за просторно уређење, грађевинарство и екологију, Влада Републике Српске, на 39. сједници, одржаној 26. септембра 2019. године, доноси одлуку о проглашењу заштићеног станишта "Тишина".

## Локација
Због сталних осцилација током године, у овом равничарском пределу, бара Тишина је често спојена са реком Савом а делом функционише као самосталан систем.
Бара је од 1985. године заштићена законом, као природни резерват. Због великих осцилација у водостају, површина ове баре је промењива, као и дубина, која може бити и до 8 метара. Простире се на површини од 32 хектара, једина је континентална бара у Републици Српској, а значајна је због присуства шест станишних типова који су угрожени на европском нивоу.

## Флора и фауна
Бару Тишину одликује велико богатство барске флоре и фауне. Од рибљег фонда бару настањују барски сом, шаран, штука, клен, црвенперка и деверика. Постоји велики број биљака, као и врста птица, које су стално или привремено настањене на овом подручју, током миграција. 
Бара је посебно примамљива риболовцима, због разноликог рибљег фонда, као и биолозима и другим љубитељима природе.
Листа ријетких и угрожених врста мочварно-барског комплекса Тишине (презентација Музеја у Добоју) чине:
- Црвенотрби мукач (Bombina bombina)
- Чешњарка (Pelobates fuscus)
- Четворолисна разноротка (Marsilea quadrifolia)
- Чиков (Misgurnus fossilis)
- Вијун (Cobitis elongatoides)
- Барска корњача (Emys orbicularis)
- Еја мочварица (Circus aeruginosus)
- Водомар (Alcedo atthis)
- Бјелобрка чигра (Chlidonias hybrida)
- Гак (Nycticorax nycticorax)
- Риђоглава патка (Aythya ferina)
- Њорка (Aythya nyroca)
- Црна рода (Ciconia nigra)
- Кашичар (Platalea leucorodia)

## Значај
Основне вриједности подручја чине:
- мочваре и баре Мала тишина, Велика тишина и Одмут бара, са припадајућим еко-системима, који чине један од посљедњих мочварно-барских комплекса у Посавини и представљају важно гњездилиште, зимовалиште, хранилиште и спавалиште бројних птичјих врста,
- специфичне геолошке и хидролошке појаве,
- станишта реликтних, ријетких и угрожених биљних и животињских врста.

Одлуком Владе Републике Српске 2019. године мочварно-барски комплекс “Тишина”, на подручју општине Шамац проглашава се заштићеним стаништем (подручје управљања стаништем или врстом) - категоријa IV, под називом: Заштићено станиште “Тишина”.

## Презентација резервата у Музеју у Добоју
У оквиру природњачког одјељења Музеја у Добоју 2021. године креирана је и презентација и збирка под називом Ријетке и угрожене врсте мочварно-барског комплекса Тишина. У њој су представљени суви препарати сљедећих животиња:
1. Патка ластарка (шиљкан) (Anas acuta)
2. Барска корњача (Emys orbicularis)
3. Риђоглава патка (Aythya ferina)
4. Сиви ждрал (Grus grus)